# IMSA-GTP-Serie

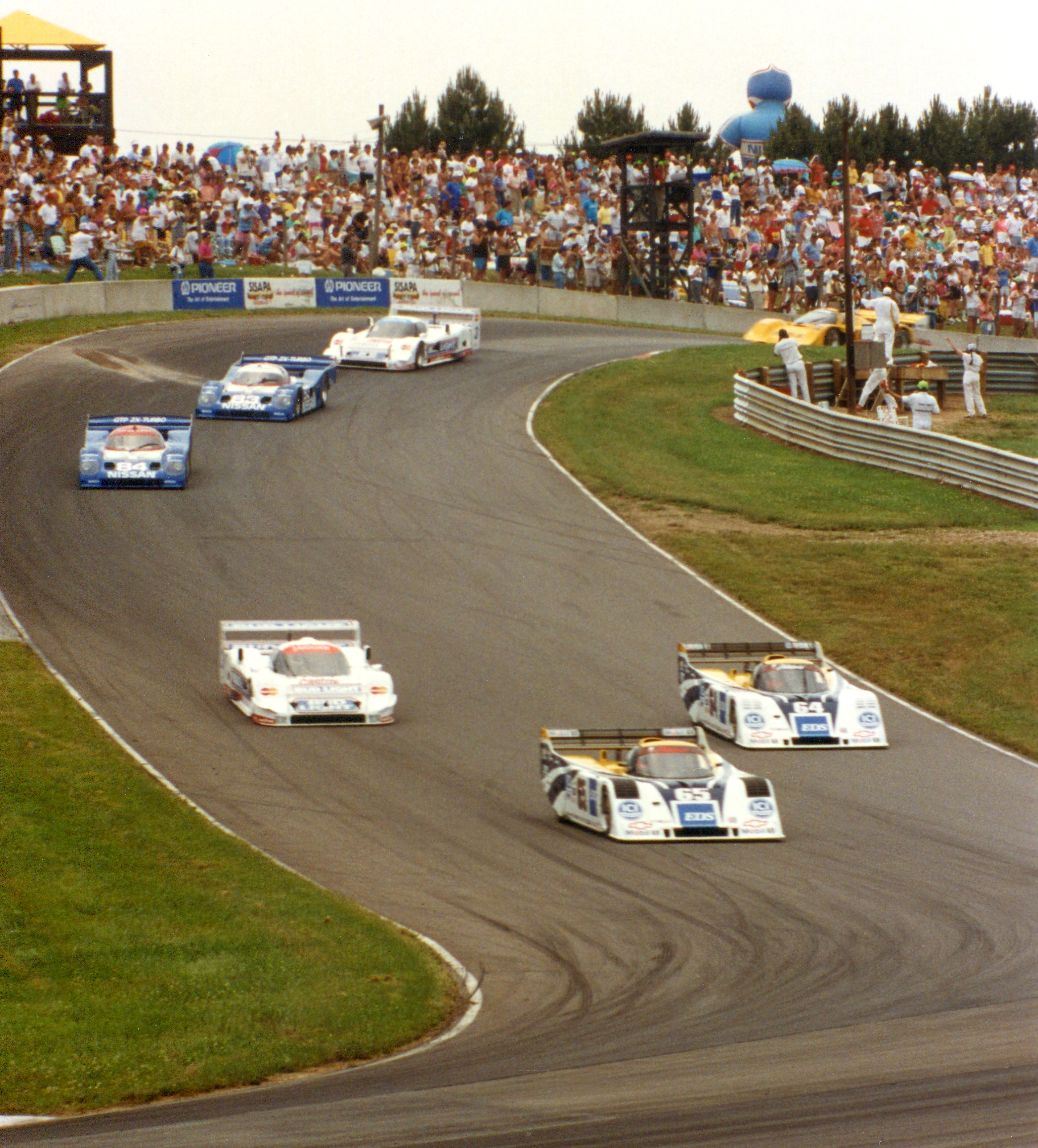
Nissan-Grand-Prix in Mid-Ohio 1991. In Führung Tommy Kendall vor Wayne Taylor (beide auf einem Intrepid RM-1), dahinter Davy Jones (Jaguar XJR-16), Chip Robinson und Geoff Brabham (Nissan NPT-91) sowie Raul Boesel (Jaguar XJR-16) und James Weaver (Porsche 962)

Die IMSA-GTP-Serie war eine Sportwagen-Rennserie, die von 1981 bis 1993 unter der Schirmherrschaft der International Motor Sports Association in den USA und Kanada ausgefahren wurde.

## Geschichte
Die IMSA-GT-Rennserie existierte bereits seit 1971, als der IMSA-Gründer John Bishop eine Rennserie für GT-Fahrzeuge ins Leben rief. Mit der Einführung der Gruppe C 1981 öffnete sich auch die IMSA für diese Rennprototypen. Während gleichzeitig weiter mit GT-Fahrzeugen gefahren wurde, kamen ab 1981 neben speziellen Konstruktionen, die ausschließlich für die GTP-Klasse gebaut wurden, auch Rennwagen wie der Porsche 956 und der Porsche 962 zum Einsatz. Die GTP-Fahrzeuge entsprachen dem technischen Reglement der Gruppe C mit dem nicht unmaßgeblichen Unterschied, dass es in der IMSA-GTP-Serie keine Treibstoffbeschränkung gab. Die Teams konnten im Gegensatz zu den Rennen in der Sportwagen-Weltmeisterschaft, so viel Benzin verbrauchen, wie sie wollten.
Gefahren wurden sowohl Langstreckenrennen wie das 24-Stunden-Rennen von Daytona und das 12-Stunden-Rennen von Sebring, die während der GTP-Ära zur Rennserie zählten, als auch Sprintrennen auf Stadtkursen und 200-Meilen-Rennen auf permanenten Rennstrecken.
Erster Gesamtsieger war 1981 der Brite Brian Redman, der einen Lola T600 mit Chevrolet-Motor fuhr. Mit der Einführung des Porsche 962 in die Rennserie begann eine dreijährige Hegemonie von Porsche, die 1988 von Nissan beendet wurde. Mit dem Einstieg von Jaguar, Toyota und Mazda erlebte die Serie in der zweiten Hälfte der 1980er-Jahre ihren Höhepunkt. Die Serie zog eine Vielzahl an Spitzenpiloten an, was vor allem an den hohen Preisgeldern lag, die bei jedem Rennen ausgeschüttet wurden. Auch bei den Zuschauern war die Serie sehr beliebt, teilweise waren die Starterfelder doppelt so groß wie in der Gruppe-C-Meisterschaft.
1985 wurde die Camel-Light-Klasse, zusätzlich zu den GTP- und GT-Wagen, eingeführt, um die Serie auch für 2-Liter-Prototypen zu öffnen.
Anfang der 1990er-Jahre kam die Serie aus mehreren Gründen in die Krise. 1992 zog sich Porsche zurück und konzentrierte sich in den USA auf das Indianapolis-Projekt. Dadurch dominierten die japanischen Hersteller, was wiederum viele Privatteams zur Aufgabe zwang, die sich die teuren Prototypen aus Asien nicht leisten konnten und deren Porsche 962 unterlegen waren. Mit dem Rückzug von Mazda und Toyota 1992 war das Ende vorbestimmt. Als sich 1993 die Zuschauer – die sich auch wegen der großen Vielfalt an Marken für die Serie interessierten – abwandten und damit wichtige Sponsoren absprangen, wurde am 2. Oktober 1993 in Phoenix das letzte Rennen der Serie ausgefahren. 

## Statistik

### Gesamtsieger 1981–1993
| Jahr | Klasse        | Fahrzeug            | Fahrer                |
| ---- | ------------- | ------------------- | --------------------- |
| 1981 | GTP-Klasse    | Lola T600           | Brian Redman          |
| 1982 | GTP-Klasse    | Porsche 935 Turbo   | John Paul junior      |
| 1983 | GTP-Klasse    | March 83G           | Al Holbert            |
| 1984 | GTP-Klasse    | March 83G           | Randy Lanier          |
| 1985 | GTP-Klasse    | Porsche 962         | Al Holbert            |
| 1985 | Lights-Klasse | Mazda Argo          | Jim Downing           |
| 1986 | GTP-Klasse    | Porsche 962         | Al Holbert            |
| 1986 | Lights-Klasse | Mazda Argo          | Jim Downing           |
| 1987 | GTP-Klasse    | Porsche 962         | Chip Robinson         |
| 1987 | Lights-Klasse | Mazda Argo          | Jim Downing           |
| 1988 | GTP-Klasse    | Nissan GTP ZX-Turbo | Geoff Brabham         |
| 1988 | Lights-Klasse | Buick Tiga          | Tom Hessert           |
| 1989 | GTP-Klasse    | Nissan GTP ZX-Turbo | Geoff Brabham         |
| 1989 | Lights-Klasse | Buick Spice         | Scott Schubot         |
| 1990 | GTP-Klasse    | Nissan GTP ZX-Turbo | Geoff Brabham         |
| 1990 | Lights-Klasse | Buick Spice         | Tomas Lopez           |
| 1991 | GTP-Klasse    | Nissan NPT-91       | Geoff Brabham         |
| 1991 | Lights-Klasse | Acura Spice         | Parker Johnstone      |
| 1992 | GTP-Klasse    | Toyota Eagle MKIII  | Juan Manuel Fangio II |
| 1992 | Lights-Klasse | Acura Spice         | Parker Johnstone      |
| 1993 | GTP-Klasse    | Toyota Eagle MKIII  | Juan Manuel Fangio II |
| 1993 | Lights-Klasse | Acura Spice         | Parker Johnstone      |